# Idioma mapuche
El mapuche, mapudungún o mapuzungún (del autoglotónimo mapudungun o mapuzugun ‘lengua de la tierra’), también llamado  araucano es el idioma de los mapuches, un pueblo amerindio que habita los actuales países de Chile y Argentina. Su número de hablantes activos se estima entre 100 000 y 200 000 y el número de hablantes pasivos en unas 100 000 personas más.
Ha influido en el léxico del español en su área de distribución y, a su vez, el suyo ha incorporado préstamos lingüísticos del español y del quechua. No ha sido clasificada satisfactoriamente y por el momento se la considera una lengua aislada. Desde 2013, es idioma oficial, junto con el castellano, en la comuna chilena de Galvarino, donde viven aproximadamente 9100 indígenas.

## Clasificación lingüística

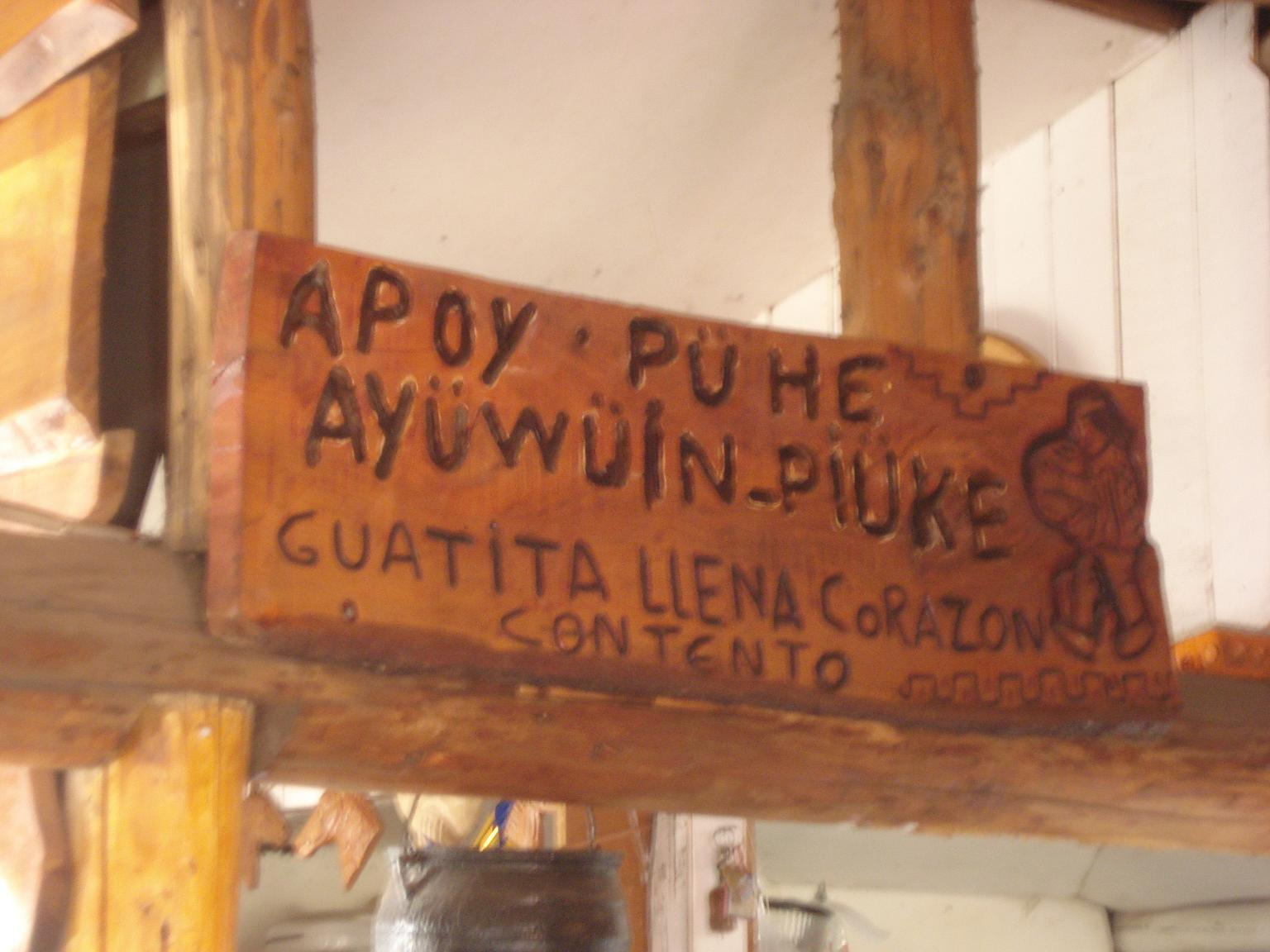
Refrán escrito en mapudungún y español chileno. La escritura que se usó para el mapudungún no sigue ningún estándar.

No existe acuerdo entre los expertos acerca de la relación entre el mapudungún y otras lenguas americanas y se la clasifica como una lengua aislada o, con mayor cautela, como una lengua no clasificada en espera de alcanzar evidencias definitivas que puedan relacionarlo con otros idiomas.
En una publicación de 1970, Stark consideraba al mapudungún un idioma emparentado con las lenguas mayas de Mesoamérica y, al año siguiente, Hamp aseveraba lo mismo. En 1973 Stark afirmó que la lengua mapuche descendía de una lengua que denominó «yucha», que sería hermana del proto-maya y antecesora también de las lenguas yungas de la costa del norte de Perú y de las lenguas uru-chipaya: el uruquilla de los uros que habitan en la actualidad en islas del lago Titicaca, Perú-Bolivia, y el chipaya, hablado en el departamento boliviano de Oruro. Esta segunda propuesta fue rechazada ese mismo año por Campbell.

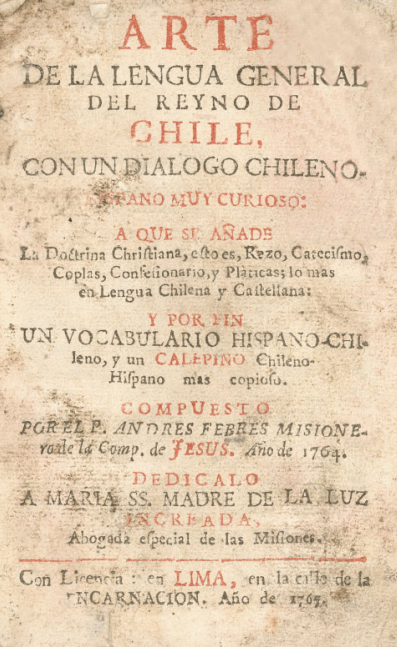
Primera página del Arte de la Lengua General del Reyno de Chile (1765), obra de Andrés Febrés.

Las investigaciones de Mary R. Key, publicadas en 1978 y los años siguientes, consideran al mapudungún relacionado con otras lenguas de Chile: el kawésqar y el yagán, ambas habladas por pueblos nómadas canoeros de la zona austral y a punto de desaparecer, y con las lenguas chon de la Patagonia, algunas extintas y otras cercanas a ello. Sin embargo, según esta autora, existe un parentesco más cercano aun entre el mapudungún y las lenguas pano-tacanas de Bolivia y Perú, relación que también había señalado Loos en 1973. Key, además, propone relaciones con los idiomas mosetén y yuracaré del este boliviano.
En 1987 el lingüista estadounidense Joseph Greenberg propuso un sistema de clasificación de las lenguas americanas en que la familia amerindia incluía la inmensa mayoría de idiomas del continente, hasta ese momento agrupados en múltiples familias independientes. Solo quedaban fuera de este grupo la familia esquimo-aleutiana y la familia na-dené. Según esa clasificación, el mapudungún formaría parte de las lenguas andinas y, dentro de ellas, del grupo meridional, junto con el alacalufe, gennaken, el patagón y el yagán.
Para Greenberg, el «araucano» no era una lengua individual sino un subgrupo compuesto por cuatro idiomas: el araucano, el mapuche, el moluche y el pehuenche. No obstante, el método de comparación masiva utilizado por Greenberg es controvertido y disputado, por lo que muchos lingüistas no aceptan la existencia de una familia amerindia o no consideran que la información disponible permita afirmarlo.
Viegas Barros discute parte de los postulados de Key y Greenberg al asegurar que no hay relación entre el mapudungún y las lenguas «chon», ni entre estas dos con el kawésqar y el yagán. Croese (1987) planteó la posibilidad de parentesco con las lenguas de la familia arawak, habladas en el noreste de América del Sur y en el Caribe. Díaz-Fernández también propuso una lista de posibles cognados entre el mapudungún y la reconstrucción del proto-maipureano. Otras autoridades, como SIL International, lo clasifican como una de las dos lenguas que forman la familia araucana, junto con el huilliche, clasificado usualmente como un dialecto divergente.

## Descripción lingüística

### Fonología y fonética
En un estudio realizado a nueve hablantes nativos de mapudungún de entre 40 y 62 años que procedían de la isla Huapi, Sadowsky (2013) identifica los siguientes 6 fonemas vocálicos como parte del inventario de vocales del mapudungún:
|         | Anterior | Central | Posterior |
| ------- | -------- | ------- | --------- |
| Cerrada | ɪ1       |         | ʊ2        |
| Media   | ë        | ɘ3      | ö         |
| Abierta |          | ɐ̝       |           |

- Una de las novedades del inventario fonético identificado por Sadowsky (2013) es la existencia del fonema vocálico /ɘ/ y de su respectivo alófono [ɨ̞], que anteriormente Smeets (2008)[16] y Echeverría & Contreras (1965)[15] habían identificado como fonema /ɨ/ con un alófono [ə], respectivamente.
- 1 El fonema /ɪ/ se presenta en términos como pin [ pɪn ], «decir»; piku kürüf [ pɪ'khʊ khɘ'ʐɘf ], «viento del norte»; o tiyechi [ 'tɪët͡ʃɪ ], «aquel».[15]
- 2 El fonema /ʊ/ se presenta en palabras como piku [ pɪ'khʊ ], «norte» o [ wë'lʊ ], «pero».[15]
- 3 El fonema /ɘ/ tiende a presentarse de manera ligeramente superior en sílabas acentuadas, mientras que su alófono ([ɨ̞]) tiende a presentarse en sílabas no acentuadas.[15] Por ejemplo, fütra [ fɨˈʈʰɐ ],[15] «gran», «grande» o «viejo».

El inventario consonántico del mapudungún está integrado por los siguientes fonemas:
|             | bilabial | labio- dental | inter- dental | alveolar | post- alveolar | palatal | retrofleja | velar |
| ----------- | -------- | ------------- | ------------- | -------- | -------------- | ------- | ---------- | ----- |
| nasal       | m        |               | n̪1            | n        |                | ɲ       |            | ŋ     |
| oclusiva    | p        |               | t̪*            | t        |                |         |            | k     |
| africada    |          |               |               |          | ʧ              |         | ʈʂ         |       |
| fricativa   |          | f2            | θ2            | s3       | ʃ3             |         |            |       |
| aproximante | w        |               |               |          |                | j       | ɻ4         | ɰ5    |
| lateral     |          |               | l̪1            | l        |                | ʎ       |            |       |

* Se discute el valor fonémico de estas consonantes.
- 1 La distinción entre consonantes alveolares y consonantes interdentales está en retroceso o ha desaparecido entre los hablantes jóvenes y en distintas zonas, como casi toda Argentina. Esta pérdida de oposición puede significar tanto el uso de consonantes alveolares como interdentales en todos los contextos o la variación libre entre ambas articulaciones. La preservación o pérdida de la distinción entre consonantes alveolares e interdentales ha generado diversos estudios centrados en variadas zonas mapuchehablantes. En el caso de las localidades de Toltén y Mariquina, Márquez (2017) concluye que los hablantes de mapudungún de tal sector mantienen la distinción entre las variables interdentales y alveolares solo en los casos de las consonantes laterales ([ l ] y [ l̪ ]) y de las consonantes oclusivas sordas ([ t ] y [ t̪ ]), pero no así en el caso de las consonantes nasales ([ n ] y [ n̪ ]).[17] Por otro lado, en el caso del dialecto pehuenche del Alto Biobío, las consonantes interdentales [ l̪ ], [ n̪ ] y [ t̪ ] prácticamente se han extinguido.[8] En lo referente a esta distinción, el reconocimiento de las consonantes interdentales como fonemas y no como alófonos únicamente continúa siendo un tema de debate.[18]
- 2 Las fricativas /f/ y /θ/ son consonantes sordas ([f] o [ɸ] y [θ]) para la mayoría de los hablantes, que habitan en la provincia de Cautín y alrededores. Pero en otras zonas, como el área pehuenche, son consonantes sonoras que se realizan respectivamente [v] o [β] y [ð]. Los préstamos mapuches incorporados al castellano en la época colonial proceden principalmente de lugares en que estas consonantes se pronunciaban sonoras, de modo que palabras como foḻu, Ayllafilu, diwka o Dalkawe se castellanizaron como boldo, Aillavilú, diuca y Dalcahue. Por otro lado, los topónimos de la Araucanía y la Patagonia, incorporados a Chile y Argentina en el siglo XIX, contienen consonantes sordas, como Chod Malal, castellanizado Chos Malal, o Fütra Ḻewfü, adaptado como Futaleufú.
- 3 Es una consonante recientemente introducida al mapudungún y casi siempre suele alternar con θ, con ʃ o ɻ.
- 4 La fricativa retrofleja sonora [ʐ] y la aproximante [ɻ] varían libremente en cualquier posición.[15]
- 5 Este fonema tiene dos alófonos en distribución complementaria, se realiza como fricativa velar sonora [ɣ] en el premargen ([ɣɘɪ]=«nombre»), y como la aproximante velar [ɰ] al final ([lɨɰ]=«blanco»⟩.[18]

Las sílabas no admiten sucesiones de consonantes ni de vocales, así como tampoco oclusivas o africadas en posición final, /ɣ/ en posición inicial, ni sílabas tales como wo, wu o yi. Por lo tanto, las sílabas pueden tener la estructura V, VC, CV, CVC, con las restricciones antes mencionadas. En préstamos del castellano a veces ocurren grupos de consonantes (krus < cruz, plata < plata), pero lo usual en estos casos es que evite su formación mediante la introducción de [ə] entre las dos consonantes (kapüra < cabra, fülor < flor). En el habla relajada pueden formarse secuencias como [fwi] o [pja], por diptongación de vocales de sílabas diferentes.

### Acento
El acento tónico no tiene valor fonémico y varía dependiendo de las palabras vecinas, el énfasis o la presencia de diptongos, entre otros. En palabras bisílabas habitualmente se cumple que cuando ambas sílabas son abiertas (terminadas en vocal) o ambas son cerradas (terminadas en consonante), el acento recae en la última. En caso de que solo una de las dos sea cerrada, el acento recaerá en ella. Algunos ejemplos:
ruka ‘casa’
iñchiñ ‘nosotros’
narki ‘gato’
küyeṉ ‘luna’.
En las palabras de más de dos sílabas que tienen las dos últimas abiertas o cerradas, el acento recae en la penúltima. Si una sola de las dos es cerrada, será la que se acentúe:
williche ‘huilliche’
ülkantun ‘canción’
pichiwentru ‘niño’
mapudungun ‘lengua mapuche’.

### Entonación
Existe fluctuación en la pronunciación de las consonantes de acuerdo al estado de ánimo del hablante, y se considera que hay tres «tonos»: afectuoso, neutro y despectivo. A pesar de reconocerse este hecho, no se puede hacer una delimitación exacta de la forma en que fluctúan las consonantes, pues es un fenómeno muy variable entre personas o incluso en una misma persona bajo diferentes situaciones.
Ejemplo:

Afectuoso: Feychi kushe (‘Esa ancianita’).

Neutro: Feychi kuse (‘Esa mujer anciana’)

Despectivo: Feyti kude (‘Esa vieja’)

### Gramática
Es una lengua polisintética con incorporación nominal y composición radical. A grandes rasgos, esto quiere decir que las palabras se forman por la aglutinación de morfemas y elementos léxicos en un grado tal que una sola palabra puede requerir traducirse a otras lenguas por una frase completa.
- Ejemplo:

Palabra: Trarimansunparkelayayngu
Componentes: trari-mansun-pa-rke-la-(y)-a-y-ngu
Glosa: ceñir-buey-CISLOCATIVO-SORPRESA-NEGACIÓN-(SONIDO EPENTÉTICO)-FUTURO-MODO REAL-3.ª PERS. DUAL
Traducción: ‘¡Ellos dos no enyugarán a los bueyes aquí!’

#### Género y número gramatical
Los sustantivos pueden pertenecer a la categoría de los animados (personas y animales) o a la de los inanimados, y esto afecta la formación de su plural. El sexo se indica por medios léxicos, como wentru pichiche (‘hombre-niño’) y domo pichiche (‘mujer-niño’); alka achawall (‘macho-gallina’) y domo achawall (‘hembra-gallina’) o alka (‘gallo’) y achawall (‘gallina’). La oposición animado-inanimado se refleja en el uso de pu como marcador plural antepuesto a nombres que denotan objetos animados; en el habla del obispado de Santiago del s. XVI, descrita por Valdivia en 1606, yüka era pospuesto a nombres inanimados para indicar el plural.
El número gramatical se expresa principalmente en las terminaciones verbales, pero también existe el pluralizador (distributivo de acuerdo a Smeets) -ke para los adjetivos y el ya mencionado pu para los sustantivos animados. En los verbos, el número puede ser singular, dual o plural y se puede indicar la pluralidad del predicado con el sufijo -ye; en los dialectos del sur («huilliche»), el dual ha caído en desuso y ha sido reemplazado por el plural.
- Ejemplo:

Palabra: Wüdaleaiñ may, pu koṉa
Componentes: wüda-le-a-i-n may pu koṉa (separación-RESULTATIVO-FUT-MODO REAL-1.ª PER-PL.- pues -PLU-colaborador)
Traducción: Nos separaremos pues, colaboradores.

#### Pronombres
Los pronombres personales son nueve en el mapudungún de la Región de la Araucanía, mientras que en el dialecto huilliche de la costa de Osorno son solo seis, por la falta del dual.
| Persona | Número   | Número   | Número    |
| Persona | Singular | Dual     | Plural    |
| ------- | -------- | -------- | --------- |
| Primera | iñche    | iñchiw   | iñchiñ    |
| Segunda | eymi     | eymu     | eymün     |
| Tercera | fey      | fey engu | fey engün |

Existe un sistema complejo para indicar a los agentes y a los pacientes de una acción. Para ello se emplean sufijos relativamente regulares dentro de una jerarquía de relevancia en que si el agente está por encima del paciente se utiliza una forma «directa» y de lo contrario se usa una forma «inversa». Por ejemplo, la primera persona está por encima de la tercera, de modo que «yo a él» usa la forma directa -fiñ y «él a mí» usa la forma inversa -enew. Cuando los participantes son dos terceras personas se puede optar por una forma «directa» -fi o por una inversa -eyew.
Usualmente se usa el pronombre fey para todos los verbos en la tercera persona sin añadir las marcas de dual y plural engu y engün, que solo se agregan cuando hace falta evitar alguna ambigüedad.
Algunos pronombres interrogativos son: iney ‘¿quién?’, chem ‘¿qué?’, chew ‘¿dónde?’, chumngelu ‘¿por qué?’, tuntem ‘¿cuánto(s)?’.

#### Verbo
- Los verbos pueden ser transitivos, ditransitivos o intransitivos, neutros o impersonales y se conjugan en las tres personas y los tres números (singular, dual, plural), teniendo voces activa y pasiva y tres modos: indicativo, imperativo e hipotético. Los verbos pueden incluir información de dónde se localiza la acción, su completitud o la certeza que tiene el hablante de lo que cuenta, entre otros. Asimismo, la negación se incorpora a la forma conjugada.
- Préstamos tomados del español son, generalmente, adaptados al mapudungu en la forma de la tercera persona del singular. Un ejemplo es el verbo mapudungu «poder» que es «pwede».[20]

El paradigma para el presente del indicativo para un verbo intransitivo como konün ‘entrar’ es como sigue:
|          |         | Número                |                         |                          |
| Singular | Dual    | Plural                |                         |                          |
| Persona  | Primera | konün ( ← kon-n)      | koniyu ( ← kon-i-i-u)   | koniin ( ← kon-i-i-n)    |
| Persona  | Segunda | konimi ( ← kon-i-m-i) | konimu ( ← kon-i-m-u)   | konimün ( ← kon-i-m-n)   |
| Persona  | Tercera | koni ( ← kon-i-0-0)   | koningu ( ← kon-i-ng-u) | koningün ( ← kon-i-ng-n) |

En las formas del verbo transitivo como pen ‘ver’, se puede ver lo que algunos autores han descrito como un sistema inverso (similar al de los descritos para las lenguas algonquinas). Las formas ‘intransitivas’ son como sigue:
|          |         | Número              |                       |                        |
| Singular | Dual    | Plural              |                       |                        |
| Persona  | Primera | pen ( ← pe-n)       | peyu ( ← pe-i-i-u)    | peyin ( ← pe-i-i-n)    |
| Persona  | Segunda | peymi ( ← pe-i-m-i) | peymu ( ← pe-i-m-u)   | peymün ( ← pe-i-m-n)   |
| Persona  | Tercera | pey ( ← pe-i-0-0)   | peyngu ( ← pe-i-ng-u) | peyngün ( ← pe-i-ng-n) |

Las formas ‘transitivas’ son las siguientes (solo se proveen aquí las formas del singular):
|          |         | Agente              |                          |                                                                                   |
| Primera  | Segunda | Tercera             |                          |                                                                                   |
| Paciente | Primera | pewün ( ← pe-w-n)   | peen ( ← pe-e-n)         | peenew ( ← pe-e-n-mew)                                                            |
| Paciente | Segunda | peeyu ( ← pe-e-i-u) | pewimu ( ← pe-w-i-m-u)   | peeymew ( ← pe-e-i-m-i-mew)                                                       |
| Paciente | Tercera | pefin ( ← pe-fi-n)  | pefiymi ( ← pe-fi-i-m-i) | DIR pefiy / INV peeyew / REFL pewi ( ← pe-fi-i-0-0 / pe-e-i-0-0-mew / pe-w-i-0-0) |

### Léxico
Las palabras compuestas son frecuentes en el mapudungún. Algunos ejemplos son las palabras küdawfe, «trabajador», küdawwe «lugar de trabajo», que derivan de küdaw, «trabajo».
El análisis del Vocabulario de la Lengua de Chile de Luis de Valdivia, el primer vocabulario del mapudungún del que se tenga registro, revela que el 8,16% de las entradas del texto presentan similitudes con el quechua De este porcentaje, 166 palabras fueron identificadas como quechuismos, vale decir, palabras de origen quechua. Algunos ejemplos de estos préstamos serían pun («noche»), puchu («nublado») y huancu («algarrobo»). De acuerdo a Moulian, Catrileo & Landeo (2015), la presencia de estos quechuismos en el mapudungún puede explicarse por la expansión del Tawantinsuyo en el centro-sur de lo que hoy es Chile.
Algunos quechuismos aun permanecen en el mapudungún y forman parte de palabras de uso común en esta lengua. Por ejemplo, Zúñiga (2006) asimila pataka («cien») y warangka («mil») con los términos pachak y waranqa del quechua ayachuano, que tienen el mismo significado. Otra de las lenguas que ha influido notoriamente en el léxico del mapudungún es el español. Préstamos de origen hispano pueden encontrarse en varios campos semánticos, tales como los días de la semana y los meses entre hablantes contemporáneos.
Del mapudungún han pasado al español palabras como poncho (pontro) y gran cantidad de nombres de árboles, plantas y animales de la región habitada por los mapuches (coigüe < koywe, quillay < küllay; copihue < kopiwe; coipo < koypu, degú < dewü, pudú < püdü o püdu, etc). En la vigésimo segunda edición del Diccionario de la Real Academia Española (DRAE), se cuentan 302 términos de origen mapuche que abarcan distintos campos semánticos.

## Escritura
Los mapuches no tenían escritura a la llegada de los conquistadores, por lo que para transcribirlo se usa el alfabeto latino. Los estudios de Augusta, Moesbach y Lenz condujeron a la invención de nuevos abecedarios que estaban menos influidos por la escritura del español. En el siglo XXI se usan siete u ocho grafemarios principales para escribir mapudungún, de los cuales los más aceptados son los tres siguientes:
- El Alfabeto Unificado: elaborado por la Sociedad Chilena de Lingüística en 1986, es un alfabeto romano con dígrafos y letras especiales (ch, ḻ, ṉ, ñ, ng, tr, ṯ, ü) que está formado por las siguientes veintisiete letras:

a, ch, d, e, f, g, i, k, l, ḻ, ll, m, n, ṉ, ñ, ng, o, p, r, s, t, ṯ, tr, u, ü, w, y.
- El Grafemario Raguileo: elaborado por Anselmo Raguileo en 1982, es un alfabeto romano cuya característica es que cada sonido del idioma es representado por una sola letra, de modo que queda constituido por las siguientes veintiséis letras:

a, c, z, e, f, q, i, k, l, b, j, m, n, h, ñ, g, o, p, r, s, t, x, u, v, w, y.
- El Grafemario Azümchefe: creado por la Corporación Nacional de Desarrollo Indígena, CONADI, es promovido por el Estado chileno y combina características de los dos anteriores; sus veintiocho letras están en un orden poco convencional, de modo que las primeras casi coinciden con la palabra azümchefe, «persona que enseña»:

a, z, ü, m, ch, e, f, i, k, t, nh, tx, o, y, q, g, lh, ñ, r, s, ll, p, u, w, l, n, sh, t'.
La versión de Windows XP en mapudungún, lanzada el 30 de octubre de 2006, usa esta el Grafemario Azümchefe.
En un silabario del Ministerio de Educación de Chile, publicado a principios de los años 1990, se presentaba el Adentu Nemul, una grafía triangular de derecha a izquierda, que según se decía fue inventado por los mapuches, pero que tiene aspecto de ser un fraude.
La siguiente tabla compara las letras usadas por el llamado Alfabeto Unificado, el Grafemario Raguileo y el Grafemario Azümchefe para representar los sonidos de la lengua mapuche. Los ejemplos usan la ortografía del Alfabeto Unificado.
| AFI                                | Unificado | Raguileo | Azümchefe | Ejemplo     | Español            | Pronunciación aproximada |
| ---------------------------------- | --------- | -------- | --------- | ----------- | ------------------ | --- |
| /a/                                | a         | a        | a         | malal       | corral             | Como la a del español. |
| /tʃ/                               | ch        | c        | ch        | challwan    | pescar             | Como la ch del español estándar. |
| /θ/ ([θ], [ð], [s])                | d         | z        | z         | dungun      | lengua             | En algunas variedades suena como la z de cazador en el español del norte de España o la th del inglés en thanks. En otras variedades suena como la d suave en moda y la th del inglés en then.         |
| /e/                                | e         | e        | e         | epe         | casi               | Como la e del español. |
| /f/ ([f], [v], [ɸ], [β], [b], [x]) | f         | f        | f         | afün        | terminar           | En algunas variedades suena como la f del español en foto, en otras variedades suena como la v del inglés victory, finalmente, en chesungun puede sonar como la j del castellano juego antes de o o u. |
| /ɣ/ ([ɣ], [ɰ])                     | g         | q        | q         | rag         | greda              | Parecida a la g de alguien. |
| /i/                                | i         | i        | i         | in          | comer              | Como la i del español. |
| /k/                                | k         | k        | k         | ko          | agua               | Como la c del español delante de a, o y u. |
| /l/                                | l         | l        | l         | luan        | guanaco            | Como la l del español. |
| /l̪/                                | ḻ         | b        | lh        | ḻafkeṉ      | mar, lago, oeste   | Semejante a la l del español, pero poniendo la punta de la lengua entre los dientes. |
| /ʎ/                                | ll        | j        | ll        | llangkaforo | hombro             | Como la ll del español en los dialectos sin yeísmo. |
| /m/                                | m         | m        | m         | mañke       | cóndor             | Como la m del español. |
| /n/                                | n         | n        | n         | nag         | abajo              | Como la n del español. |
| /n̪/                                | ṉ         | h        | nh        | ṉamüṉ       | pie                | Semejante a la n del español cuando precede a t, como en canto, poniendo la punta de la lengua entre los dientes.                                                                                      |
| /ɲ/                                | ñ         | ñ        | ñ         | ñuke        | madre              | Como la ñ del español. |
| /ŋ/                                | ng        | g        | g         | nge         | ojo                | Como la n de anca o como la ng del inglés en morning. |
| /o/                                | o         | o        | o         | oküllün     | desgranar          | Como la o del español. |
| /p/                                | p         | p        | p         | poñü        | papa               | Como la p del español. |
| /ɻ/                                | r         | r        | r         | rüngo       | harina             | Semejante a la r rehilada de algunos dialectos del español o a la r del inglés en rat, pero sin redondeamiento.                                                                                        |
| /s/                                | s         | s        | s         | sumel       | zapato             | Como la s del español americano (no muy común). |
| [ʃ]                                | s, sh     | s        | sh        | shuka       | casita (afectuoso) | Como la sh del inglés en shopping (es la variante afectuosa de s). |
| /t/                                | t         | t        | t         | toṉtoṉ      | polilla            | Como la t del español, pero más alveolar. |
| /t̪/                                | ṯ         | t        | t, th     | aṉṯü        | sol                | Semejante a la t del español pero poniendo la punta de la lengua entre los dientes (no muy común). |
| /ʈʂ/ ([tɻ])                        | tr        | x        | tx        | trawa       | piel               | Como la tr del español chileno coloquial, su variante es [tɻ], que casi suena inglés "tr" en la palabra truck.                                                                                         |
| /u/                                | u         | u        | u         | umawtun     | dormir             | Como la u del español. |
| /ɨ/                                | ü         | v        | ü         | wünen       | primero            | Es una vocal no redondeada que se produce en un punto que cae entre /i/ y /u/. No es la ü (IPA /y/) del alemán; corresponde más bien a la y (IPA /ɨ/) del guaraní o del polaco.                        |
| /w/                                | w         | w        | w, u      | willi, chaw | sur, padre         | Como la u de hueso o, luego de vocal, como la u de causa; Azümchefe escribe willi, chaw/chau. |
| /j/                                | y         | y        | y, i      | yeku, papay | cormorán, señorita | Como la i de hielo o, luego de vocal, como la i de peine; Azümchefe escribe yeku, papay/papai. |

Ninguno de estos alfabetos tiene aceptación mayoritaria, por lo que complica a algunos lectores a la hora de leer o escribir.

## Estudios del mapuche
La primera gramática del mapuche fue publicada por el padre jesuita Luis de Valdivia en 1606, el Arte y Gramática General de la Lengva que corre en todo el Reyno de Chile. Más importante es el Arte de la Lengua General del Reyno de Chile, del jesuita Andrés Febrés (Lima, 1765), compuesto por una gramática y diccionario. En Westfalia en 1776, se publicó Chilidúgú sive Res Chilenses..., tres volúmenes en latín, del sacerdote jesuita alemán Bernardo Havestadt. Según Rodolfo Lenz, dicha obra tuvo su redacción final en español en 1765.
La obra de Febrés fue básica en la preparación de sacerdotes para las misiones religiosas en las zonas habitadas por los mapuches después de 1810. Una versión corregida por Hernández Calzada fue publicada en 1846 y un resumen, sin el diccionario, en 1864. Una obra posterior basada en el trabajo de Febrés es el Breve Metodo della Lingua Araucana y Dizionario Italo-Araucano e Viceversa de Octaviano de Niza, capuchino italiano, en 1888. Destruida en el incendio del Convento de San Francisco en Valdivia de 1928.
Con la llegada de Rodolfo Lenz a Chile en 1890, empiezan los estudios fonéticos y lingüísticos modernos del mapudungún. Ya no se trata de un fin pedagógico como la preparación de sacerdotes sino de investigaciones científicas. Los primeros resultados pioneros están los escritos de Lenz publicados en los Anales de la Universidad de Chile entre 1895-1897. Reimpresos como Estudios Araucanos, precedidos de Introducción a los Estudios Araucanos de 1896.
De igual importancia dentro de esta tendencia son la Gramática Araucana (1903), Lecturas Araucanas (1910) y el Diccionario Araucano-Español; Español-Araucano (1916) de fray Félix José Kathan de Augusta, capuchino bávaro. Además de Voz de Arauco (1944), estudio etimológico de fray Ernesto Wilhelm de Moesbach y las memorias de Pascual Coña publicadas por primera vez en 1930 con el título Vida y costumbres de los indígenas araucanos en la segunda mitad del siglo XIX y Moesbach como autor. Desde entonces, proceden una serie de investigaciones más modernas en su enfoque lingüístico, fonético y léxico, entre ellos puede mencionarse El mapuche o araucano de Adalberto Salas y A Grammar of Mapuche, tesis doctoral de Ineke Smeets.

## Aspectos históricos, sociales y culturales

### Denominaciones
Sus hablantes llaman al idioma mapudungun o mapundungun ‘habla de la tierra’, mapuchedungun o mapunchedungun ‘habla de los mapuches’ y chedungun ‘habla de la gente’. Los nombres que recibió en idioma español durante la época de conquista y colonización española fueron araucano, lengua chilena, lengua de Chile, chileno, lengua general de Chile y también chilidungu, que en el mismo idioma significa «lengua de Chile».
El término araucano fue acuñado durante la Conquista de Chile para llamar a la gente y a su lengua y se usó habitualmente hasta el siglo XX, sin embargo, el rechazo que provoca entre los mapuches ha motivado un paulatino abandono de su uso en los lugares que ellos habitan y el creciente uso de «lengua mapuche» o mapudungun. El término mapudungun significa ‘habla de la tierra’, es decir, la lengua del país o la lengua nativa en oposición al español (wingkadungun ‘habla de los extranjeros’), y se estima que habría surgido en forma tardía, mientras que chedungun sería una denominación más antigua que permanece en uso en las áreas periféricas del uso del idioma.

### Historia
La teoría sobre el origen de los mapuches que postuló Ricardo E. Latcham y que gozó de aceptación por un tiempo, señalaba que un pueblo guerrero venido desde el este se introdujo entre picunches y huilliches, imponiéndoles su lengua y cultura, sin embargo, otros indican que los pueblos desplazados eran quienes hablaban el mapudungún, y los invasores lo adoptaron. Las teorías actuales consideran que lo más probable es que el origen de la gente y su lengua se encuentre en el actual territorio chileno, a partir de poblaciones cazadoras-recolectoras de la Zona Central, que se habrían vuelto sedentarias.

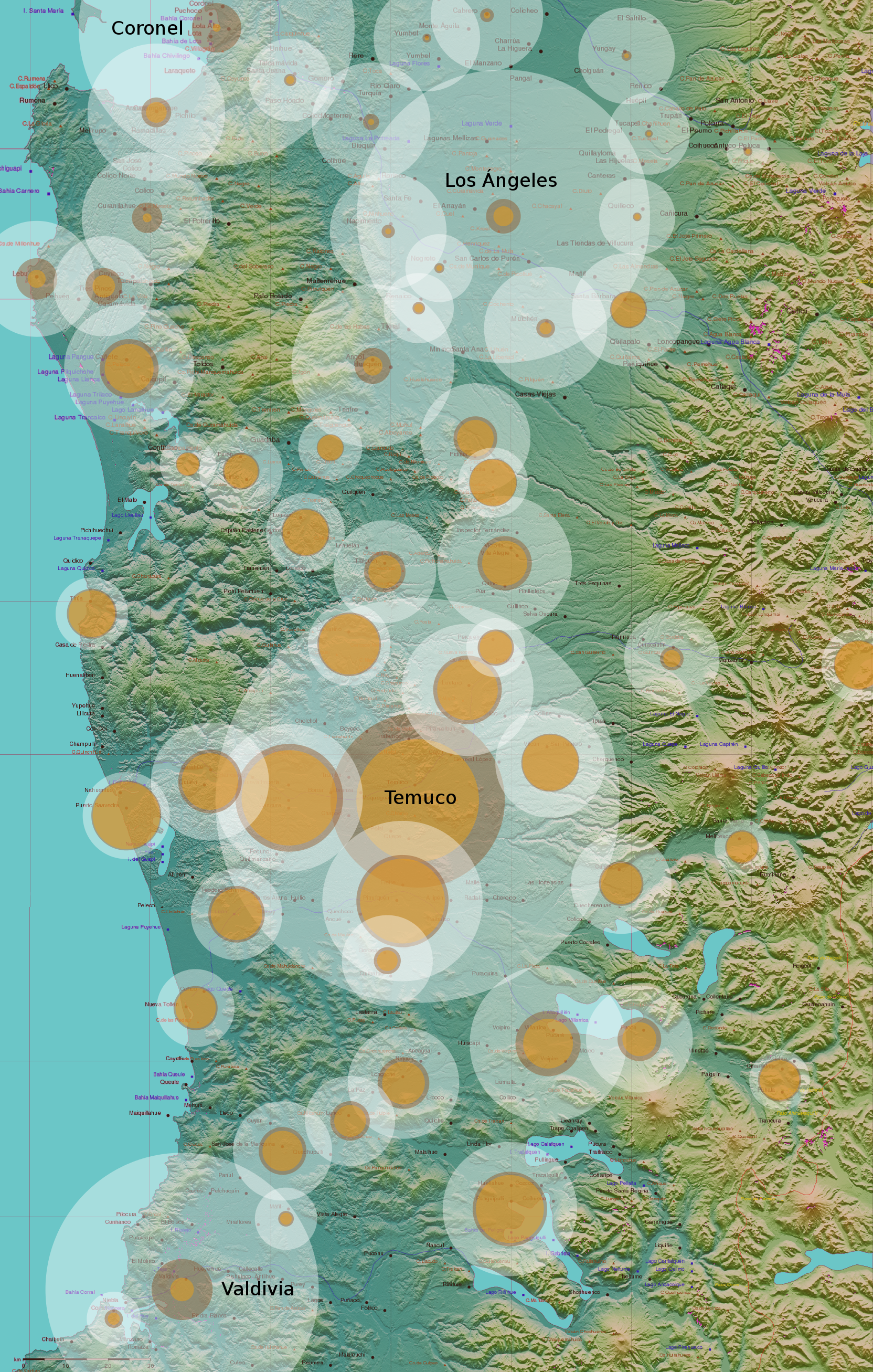
Área central de la población mapuche 2002 por comunas.
Naranja: mapuches rurales; oscuro: mapuches urbanos; blanco: población no-mapuche.
Las áreas de los círculos corresponden a 40 habitantes por km².

Vocabulario mapudungún (partes de la cabeza).

A la llegada de los españoles, a mediados del siglo XVI, la lengua era hablada por los pueblos que habitaban la Depresión Intermedia y parte de la costa, en un límite no definido entre el valle del Limarí y el Choapa por el norte y el archipiélago de Chiloé por el sur, en una extensión de unos 1800 km. Entre los historiadores y antropólogos consideran que las poblaciones de lengua mapuche de la época serían los grupos que los investigadores chilenos conocen como picunches, mapuches propiamente tales, huilliches y cuncos, mientras que ellos se autodenominaban che («personas»). A pesar de esto, los misioneros y cronistas aseguraban que las diferencias eran mínimas y que con esta Lengua General de Chile se podía viajar por todo ese territorio sin necesidad de conocer otra.
El límite norte de lengua pudo extenderse a partir de los traslados efectuados durante la colonización española. Por ejemplo, a fines del siglo XVI, fueron llevados desterrados al valle de Coquimbo y La Serena unos 500 mapuches producto de la guerra de Arauco. Sin embargo, la abundante toponimia mapuche en la región de Coquimbo, existente incluso hasta más al norte, plantea la posibilidad de la presencia de la lengua por lo menos durante la época incaica, o incluso antes de esta.
Durante la época colonial (s. XVII y XVIII), el uso del idioma disminuyó paulatinamente al norte del Biobío. Los picunches, hablantes de un dialecto particular, desaparecieron en parte por la muerte de sus integrantes a causa de las enfermedades, las condiciones de trabajo de la encomienda y las guerras. Muchos de ellos evitaban el trabajo de la encomienda mestizándose con españoles. De ese modo, por ley, sus descendientes no podían pertenecer al sistema de encomienda, transformándose en parte del bajo pueblo y sociedad española a costo de perder su identidad y cultura.
Por el contrario, al sur del río Biobío y hasta el canal de Chacao, después de la batalla de Curalaba en 1598 y la consiguiente destrucción de las siete ciudades de la zona, el mapudungún continuó siendo la lengua usual, al ser hablada por los mapuches no sometidos a la Corona española. Entre los siglos XVII y XIX se produjo el proceso de araucanización de la Pampa y la Patagonia, que extendió el área de influencia mapuche hacia el este.
En este proceso de expansión con fines comerciales y políticos, diversos grupos nómades entraron en contacto con los mapuches, a veces de forma violenta. Como resultado, estos pueblos sufrieron un proceso de aculturación en que abandonaron gradualmente sus lenguas anteriores y adoptaron el mapudungún, en algunos casos conservándolas en situación de bilingüismo o de diglosia. Ocurrió esto con los pehuenches, gente de las araucarias, de cuyo idioma anterior no quedan registros, con pueblos de la Pampa, con diversos pueblos conocidos como puelches («gente del este»), de los que un grupo conservó en Argentina la lengua gününa yajüch hasta 1960.
Los mapuches que viajaban al este se unieron a estos pueblos mapuchizados y adoptaron sus costumbres nómadas dando origen a los ranqueles y otros grupos que durante el siglo XIX continuaron la expansión hacia el sur y el oeste, extendiendo la lengua mapuche por casi toda la Patagonia argentina, desplazando parcialmente al idioma tehuelche, que está al borde de la extinción desde fines del siglo XX, y al teushen, un idioma relacionado con el anterior, o bien un dialecto septentrional suyo que desapareció cerca de 1915.
En el archipiélago de Chiloé, la población hablante de mapudungún llevaba pocos siglos establecida y convivía con los chonos y otros pueblos canoeros que hablaban una lengua diferente o varias. Los conquistadores españoles se establecieron en las islas a partir de 1567, dominaron a los huilliches que la habitaban, imponiéndoles su lengua y costumbres. Sin embargo, después de la batalla de Curalaba, esta posesión española quedó aislada del resto del reino de Chile y en las condiciones de alto mestizaje y mezcla cultural que se produjeron en los dos siglos que duró esta situación, los españoles de toda condición hablaban español y mapudungún, en su dialecto veliche, por igual. Al respecto, el náufrago inglés John Byron señaló que los españoles preferían usar la lengua indígena porque la consideraban «más bonita» y por la misma época el gobernador Narciso de Santa María se quejó de que los españoles se expresaban mal en castellano y bien en veliche, y que la segunda lengua se usaba más.
Hacia fines del siglo XVIII un sacerdote señaló que ya había más familiarización con el castellano entre españoles y huilliches, pero que seguían haciéndose las confesiones en veliche. Este cambio en la situación a favor del castellano se debió en principio a las disposiciones emanadas de la metrópoli sobre la promoción de la lengua española en América. Después de la anexión del archipiélago a Chile en 1826 aumentó la creación de escuelas en que se impartía el castellano y cerca de 1900 ya se había extinguido el dialecto veliche y solo quedan registros de él en un libro llamado «Estudios de la lengua veliche» y en la influencia que ejerció sobre el español de Chiloé.
A principios del siglo XIX, comenzó la guerra de Independencia de Chile y de Argentina y las parcialidades mapuches tomaron partido tanto por «realistas» como por «patriotas» y acompañaron a los ejércitos en sus batallas. En muchos casos, los combatientes llevaban a sus familias y, si morían en la batalla, sus mujeres e hijos eran asesinados o capturados por los vencedores y eran llevados a vivir en la sociedad chilena. Al respecto, la viajera inglesa Maria Graham relató en su diario que había niñas mapuches que estaban bajo la protección de Bernardo O'Higgins, quien es considerado el Padre de la Patria de Chile, pues habían quedado huérfanas después de ir con sus padres al campo de batalla; en un episodio, ella relata que él conversó con las pequeñas «en araucano» para que ella pudiera oír cómo sonaba la lengua. O'Higgins habría aprendido el idioma en la niñez, mientras asistió al Colegio de Naturales de Chillán, porque allí también iban los hijos de los loncos de los alrededores.
En 2014, con motivo de los 150 años de la colonización galesa en Argentina, se llevó a cabo un proyecto en la ciudad de Trevelin de señalética plurilingüe (español-galés-mapudungún) para colocar en los principales sitios de la ciudad. El Consejo Deliberante local lo declaró de «interés turístico-cultural». En el marco de la misma celebración, en la ciudad de Trelew, en 2015 se inició un curso básico de idioma mapuche gratuito denominado «kimche, taller introductorio de mapudungum».

### Número de hablantes
El número de mapuches en Chile, según el censo 2002, es de 604 349, mayoritariamente en la Región de la Araucanía, en la ciudad de Santiago y en menor medida en la Región del Biobío, Región de Los Lagos y Región de Los Ríos, de los cuales una porción no determinada habla mapudungún. En Argentina se calcula que hay 113 680 mapuches, según la Encuesta Complementaria de Pueblos Indígenas (ECPI) 2004-2005 basada en el censo de 2001, la mayor parte de ellos viviría en Neuquén, Río Negro y Chubut. El censo argentino de 2010 indica que 205 009 personas se autoidentificaron como mapuches y el censo chileno de 2017 agrega que 1 745 147 chilenos se declararon pertenecientes al grupo étnico.
Se ha definido que «El mapudungún es la lengua amerindia con mayor vigencia en el Chile actual». El lingüista chileno Fernando Zúñiga utiliza de base una encuesta del Centro de Estudios Públicos realizada en 2002, donde un 16 % de la población mapuche usa el idioma y otro 18 % lo entiende pero no lo habla. Esto equivaldría a que unos 100 000 mapuches en Chile la usan activamente y otro tanto son hablantes pasivos. Por su parte organizaciones mapuches difieren mucho de aquellas cifras, según los estudios de Perla Golbert en 1975 y Robert Croese en 1982 serían 440 000 hablantes, cuatrocientos mil en Chile y el resto en Argentina; de estos, la mitad serían hablantes activos.

El lingüista estadounidense Lyle Campbell estimaba en 1991 en 250 000 hablantes en Chile y otros 100 000 en Argentina. Las estimaciones más alcistas, realizadas por los investigadores mapuches Marta Beretta y Dario y Tulio Cañumil, afirman que «se calcula que existen algo menos de 700 000 hablantes de Mapuzugun aproximadamente, y a pesar de la amenaza de extinción, hoy sobrevive». De acuerdo con investigaciones posteriores,
[...] el contacto del mapudungún (sustrato) con el español (superestrato) ha impactado fuertemente en la lengua indígena. De hecho, según datos recientes (CEP 2006), sólosolo un 14% de la población total mapuche (urbana y rural) tiene un manejo competente de su idioma, esto es, lo habla y lo entiende mejor o igual que el castellano, y apenas un 30 % tiene algún conocimiento de la lengua, sin llegar a ser competente en ella. Si sumamos ambos porcentajes, nos encontramos con que sólo el 44 % de los mapuches conoce en alguna medida su idioma originario. Si a este escaso dominio en términos cualitativos y cuantitativos agregamos que, de este 44%, apenas un 18% utiliza el mapudungún todos los días y sólo el 8% lo emplea para hablar habitualmente con los niños, podemos apreciar que la vitalidad de esta lengua está en retirada. (Castillo Fadic, M.N. y Sologuren Insua, E., 2011).

### Dialectos
Hacia inicios del siglo XVII los testimonios europeos afirman que el mapuche se hablaba en todo el territorio comprendido entre La Serena y Chiloé (véase el mapudungun del obispado de Santiago).
Desde el primer momento se señaló la alta uniformidad de la lengua aun cuando su dominio era muy grande, comparado con el dominio de la mayoría de lenguas indígenas de América. En 1606, el sacerdote Luis de Valdivia escribió:

...en todo el Reino de Chile no ay mas de esta lengua que corre desde la ciudad de Coquimbo y sus terminos, hasta las yslas de Chilue y mas adelante, por espacio de casi cuatrocientas leguas de Norte a Sur ... porque aunque en diuersas provincias destos Indios ay algunos vocablos diferentes, pero no son todos los nombres verbos y aduerbios diuersos, y assi los preceptos y reglas deste Arte son generales para todas las provincias (ortografía original).
Valdivia, 1606, Al Lector en Arte y gramatica de la lengva general que corre en todo el Reyno de Chile, con vn Vocabulario y Confessionario

Valdivia publicó dos versiones de algunos textos religiosos, una en la variedad de Santiago y otra en la variedad de La Imperial, que difieren en algunas palabras y en algunos sufijos verbales.
El mapudungún comprende varios dialectos altamente inteligibles entre sí. Su clasificación, que aún sigue siendo válida en alto grado, tal como sugiere el trabajo más reciente de R. A. Croese (1980), se remonta a Rodolfo Lenz (1895-1897). De acuerdo a esta división, existen tres grandes grupos de dialectos supervivientes en el territorio chileno:
- Picunche (‘gente del norte’): En el sur de la región del Biobío, donde sus hablantes lo llaman chedungun («hablar humano»), y en el norte de la región de La Araucanía (provincia de Malleco), en la Depresión Intermedia. No debe ser confundido con el habla de los picunches, registrada por Luis de Valdivia a principios del siglo XVII ni con el picunche de Argentina.
- Moluche-pehuenche
  - Moluche (‘gente del centro’), o nguluche (‘gente de occidente’), es la variante más difundida y en la que se basan la mayoría de obras acerca del idioma. En Argentina se habla desde Limay hasta el lago Nahuel Huapi; en Chile, es el dialecto de Cautín. Para quienes usan esta variedad, el idioma se llama mapudungun o, en el sur de Cautín y norte de Los Ríos, mapundungun.
  - Pehuenche (‘gente de la araucaria’): también sus hablantes lo denominan chedungun; en Argentina se habla en Neuquén y en Chile, en el Alto Biobío.
- Huilliche (‘gente del sur’): en Argentina se habla en la región del lago Nahuel Huapi; y el ranquelche en Chalileo, General Acha y en río Colorado; en Chile, en la costa de Osorno y de Chiloé. Los hablantes de la costa de Osorno lo llaman chesungun, está muy influido por el castellano y a veces se lo considera una lengua separada.[60] El veliche de Chiloé se extinguió a fines del siglo XIX y los pocos hablantes del idioma en la isla usan la variante osornina, introducida a mediados de los años 1930.[61]

Croese subdivide los tres grupos anteriores en ocho grupos, aunque se ha criticado esta última división más fina, porque no parecen tan consistentes, ni tan claramente diferenciadas y de acuerdo a Adalberto Salas y otros autores habría usado como rasgos distintivos elementos léxicos y fónicos que pueden presentarse en variación libre en un mismo hablante y no son exclusivos de una sola área.
En el norte de Neuquén, en la zona de Departamento Minas y en el Departamento Ñorquín se habla una variedad conocida como picunche.
En la provincia argentina del Chubut se ha identificado una variedad con sustrato puelche en la meseta de Somuncurá y otra con sustrato tehuelche en el suroeste de la provincia, que conservan léxico particular y consonantes de las lenguas desplazadas que perviven como alófonos de las consonantes mapuches.